# NGC 3115
Az NGC 3115 (más néven Caldwell 53) egy éléről látszó lentikuláris galaxis a Sextans (Szextáns) csillagképben.

## Felfedezése
A galaxist William Herschel fedezte fel 1787. február 22-én.

## Tudományos adatok
Az NGC 3115-ben eddig egy szupernóvát fedeztek fel:
- SN 1935B, 1935. áprilisában

A galaxis 663 km/s sebességgel távolodik tőlünk.